# Jézus erőd

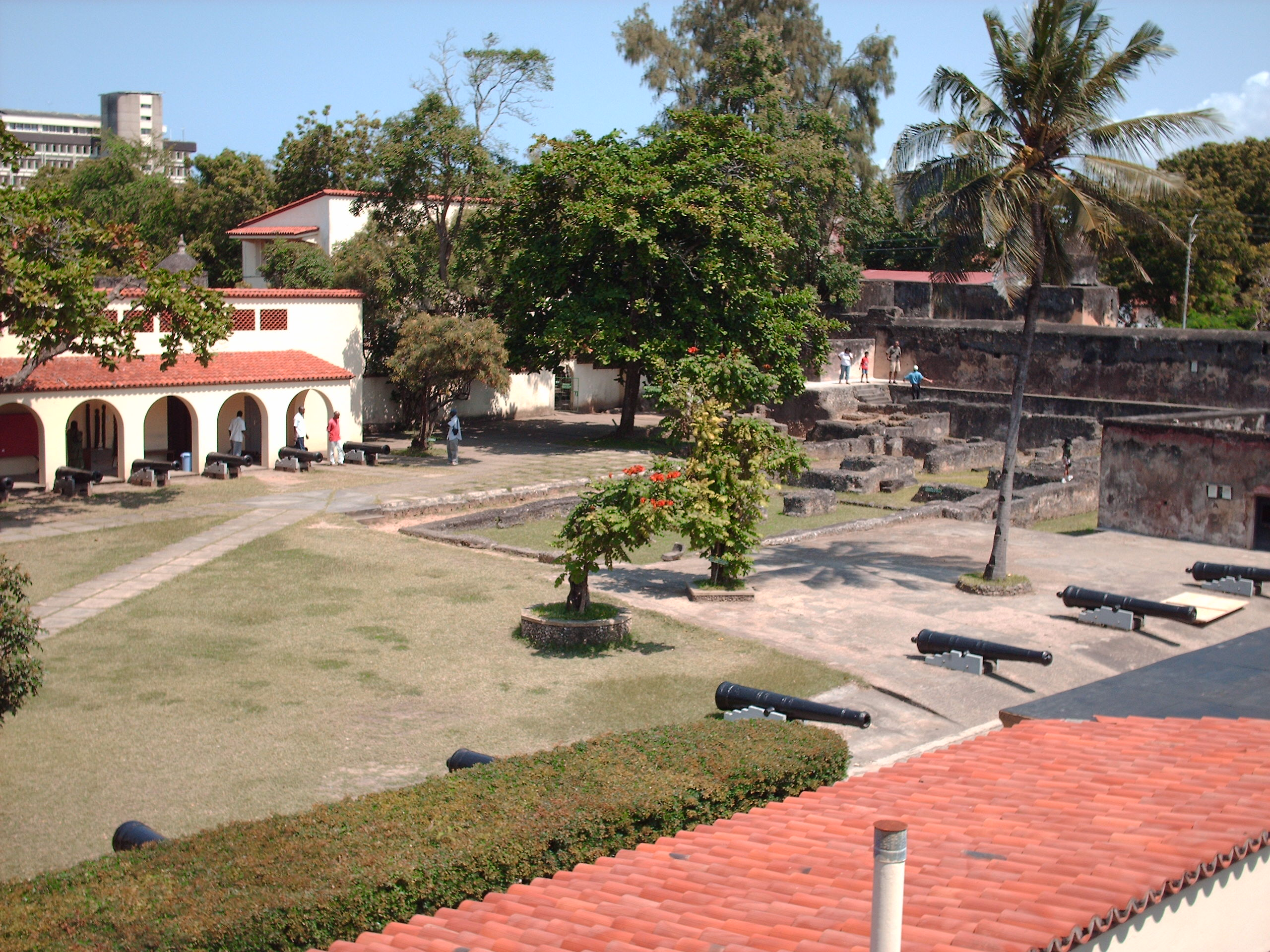
A Fort Jesus erőd udvara

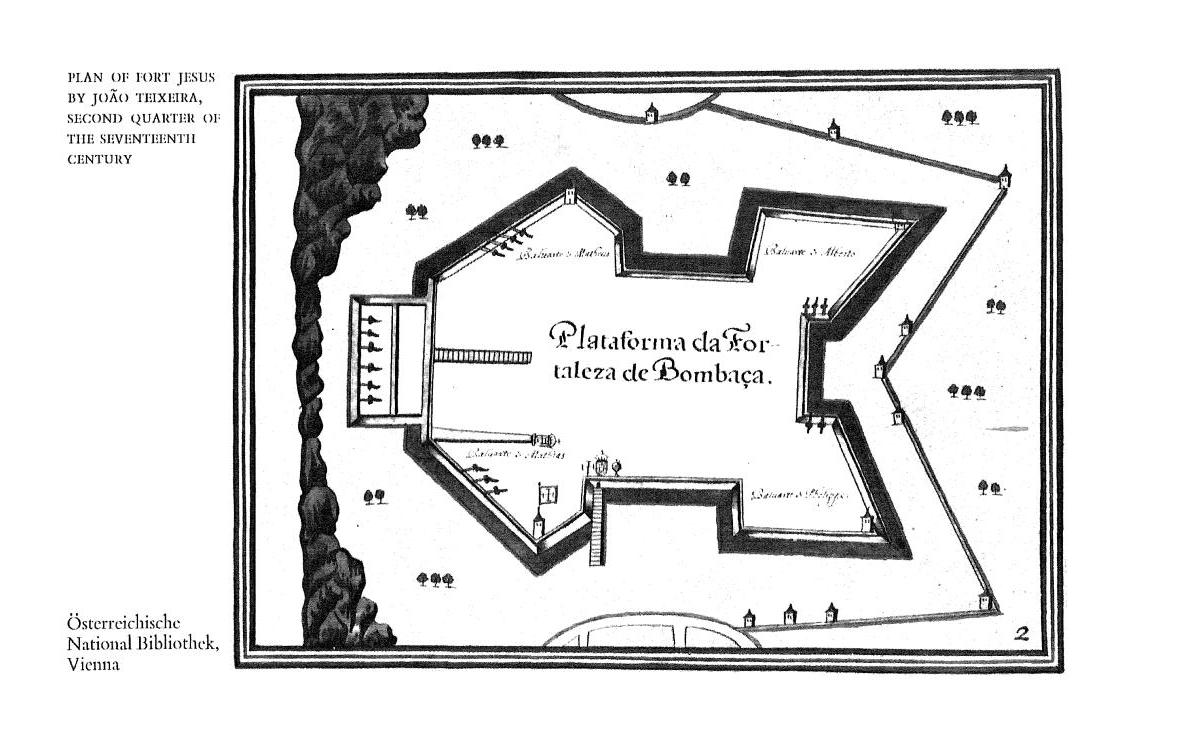
A Fort Jesus erőd 17. századi rajza

A Jézus erőd (portugálul: Forte Jesus de Mombaça) egy portugál erőd, mely 1593 és 1596 között, I. Fülöp portugál király idejében épült a kenyai Mombasában a régi mombasai kikötő szigetén. Az erőd alakja a levegőből nézve egy férfialak, innen kapta a Jézus nevet. 2011-ben az erődöt az UNESCO a világörökség részévé nyilvánította, kiemelve, hogy az erőd a portugál katonai építmények egyik legkiemelkedőbb és jól konzervált példája.

## Története

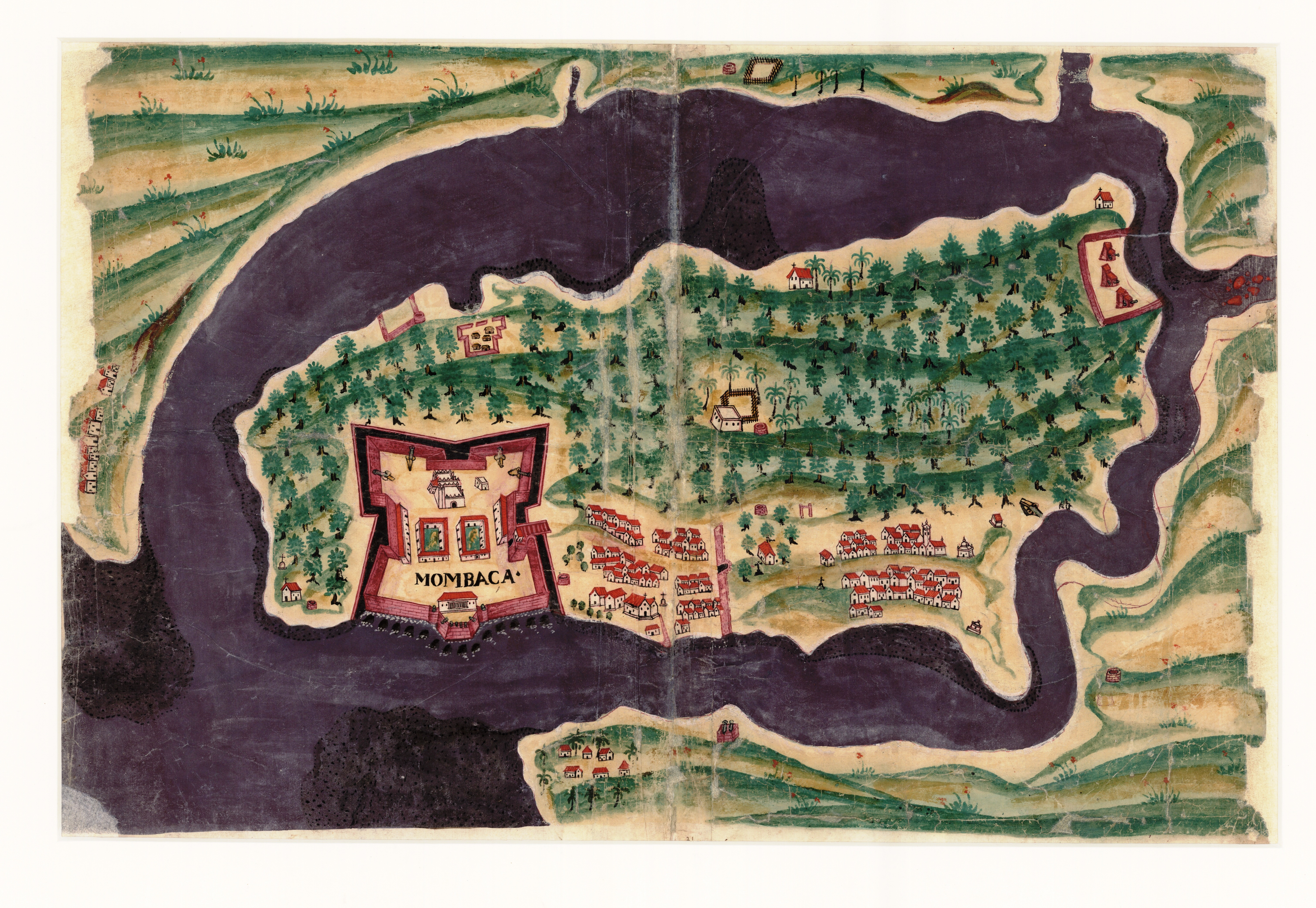
Az erőd képe egy 1600-as évekből való térképen

Az erődöt egy milánói építész, Giovanni Battista Cairati tervezte, aki keleten, a portugál birtokokon volt főépítész. Ez volt az első európai stílusú erőd, melyet Európán kívül építettek föl, és úgy tervezték meg, hogy ellenálljon az ágyútűznek is. Ma ez az egyik legszebb példája a 16. századi portugál katonai építészetnek, amely befolyással volt és megváltoztatta mind az ománi arab, mind a brit erődépítészetet. Az erőd hamarosan fontos ellenőrző ponttá vált Mombasa sziget és a környező területek kereskedelmében. 1698-ban majd három évre az omániak vették be a várat, egy figyelemre méltó ostrom után. Később az erődöt a brit gyarmat Kenya 1958-ig börtönként használta.
Az erőd 1958-ban vált történelmi műemlékké. James Kirkman az erőd 1958-as műemlékké nyilvánítása után végzett ásatásokat a területén.
Az erődöt az UNESCO 2011-ben nyilvánította a Világörökség részévé.

## Leírása
Az erőd architektúrája egy  hátán fekvő személyt formáz, fejével a tenger felé. A falak magassága 18 méter. Az eredeti portugál erőd magassága 15 méter volt, de később az ománi arabok 3 méterrel még megmagasították a várat.
Az erőd portugál, arab és angol elemeket ötvöz. A portugál és a brit időkből megmaradtak a saját ágyúk is. A portugál ágyúk 200 méteren, és hosszan, míg a brit ágyúkból egy sor 300 méteren látható az erőd udvarán. Az ománi arab időkből a faajtókon, az oszlopokon és a mennyezeti gerendákon számos Korán felirat is fennmaradt.

## A Jézus erőd ma
Az erődöt 1958-ban nyilvánították műemlékké, ma múzeum működik benne.

## Képek

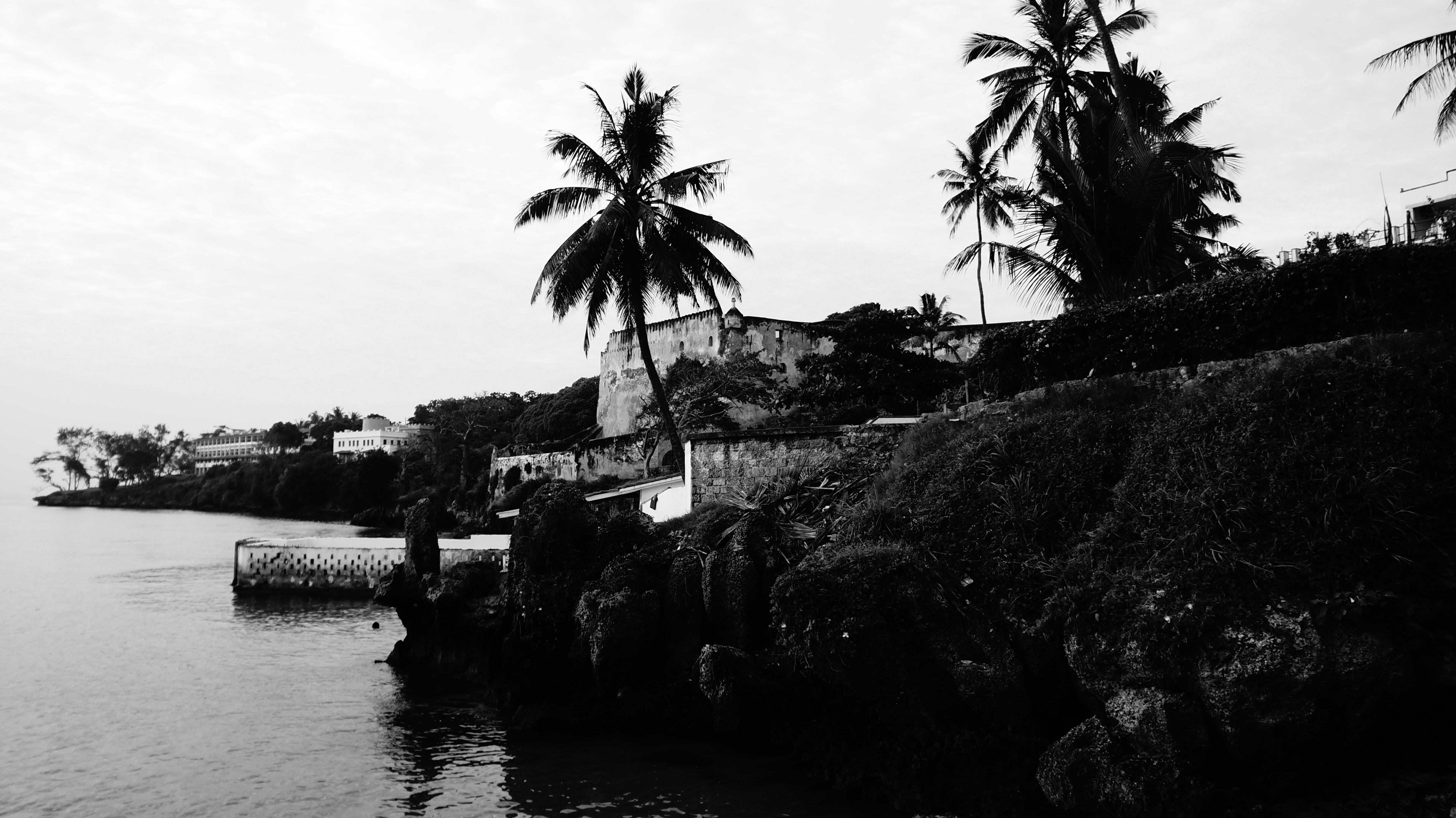
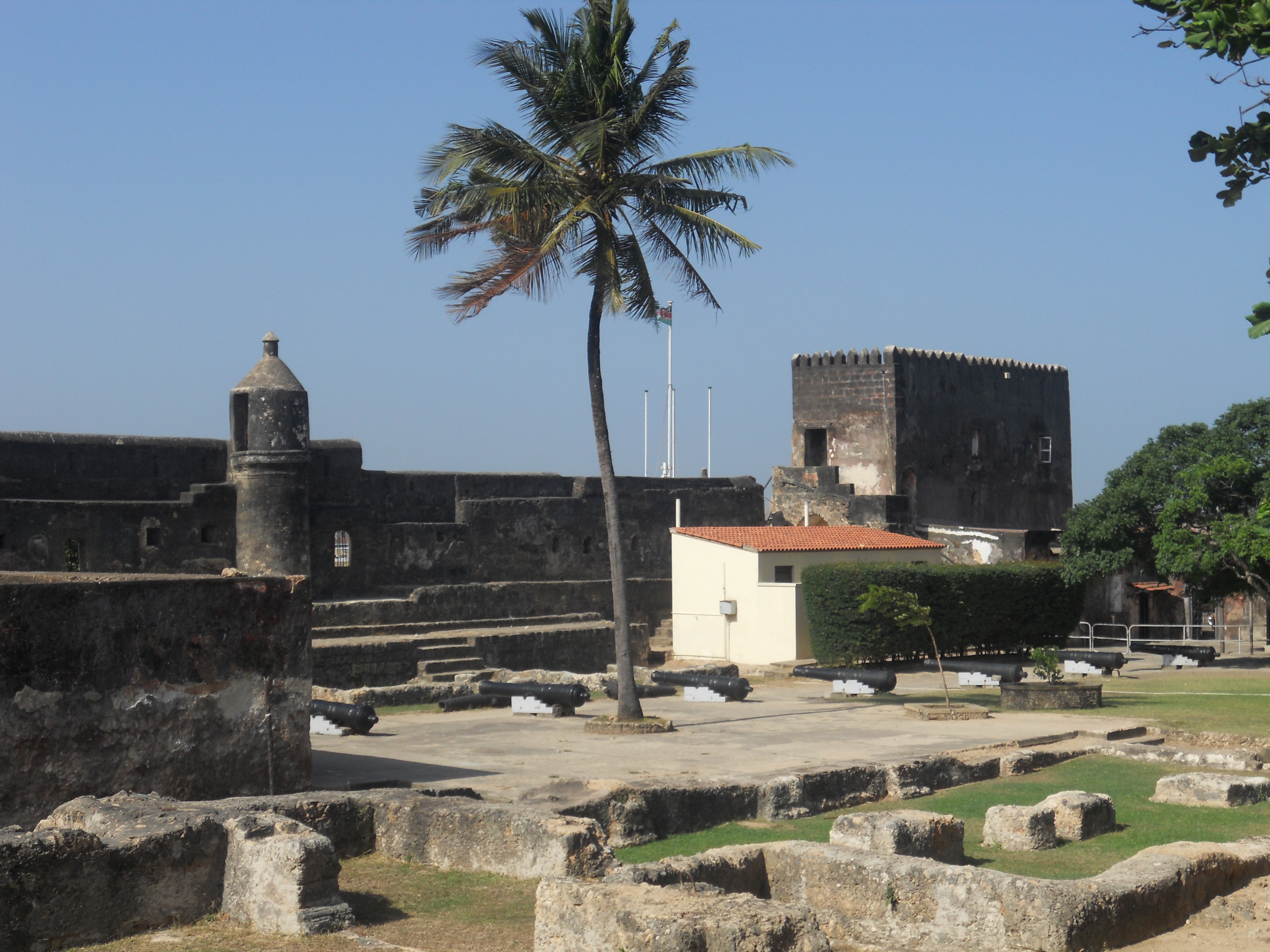
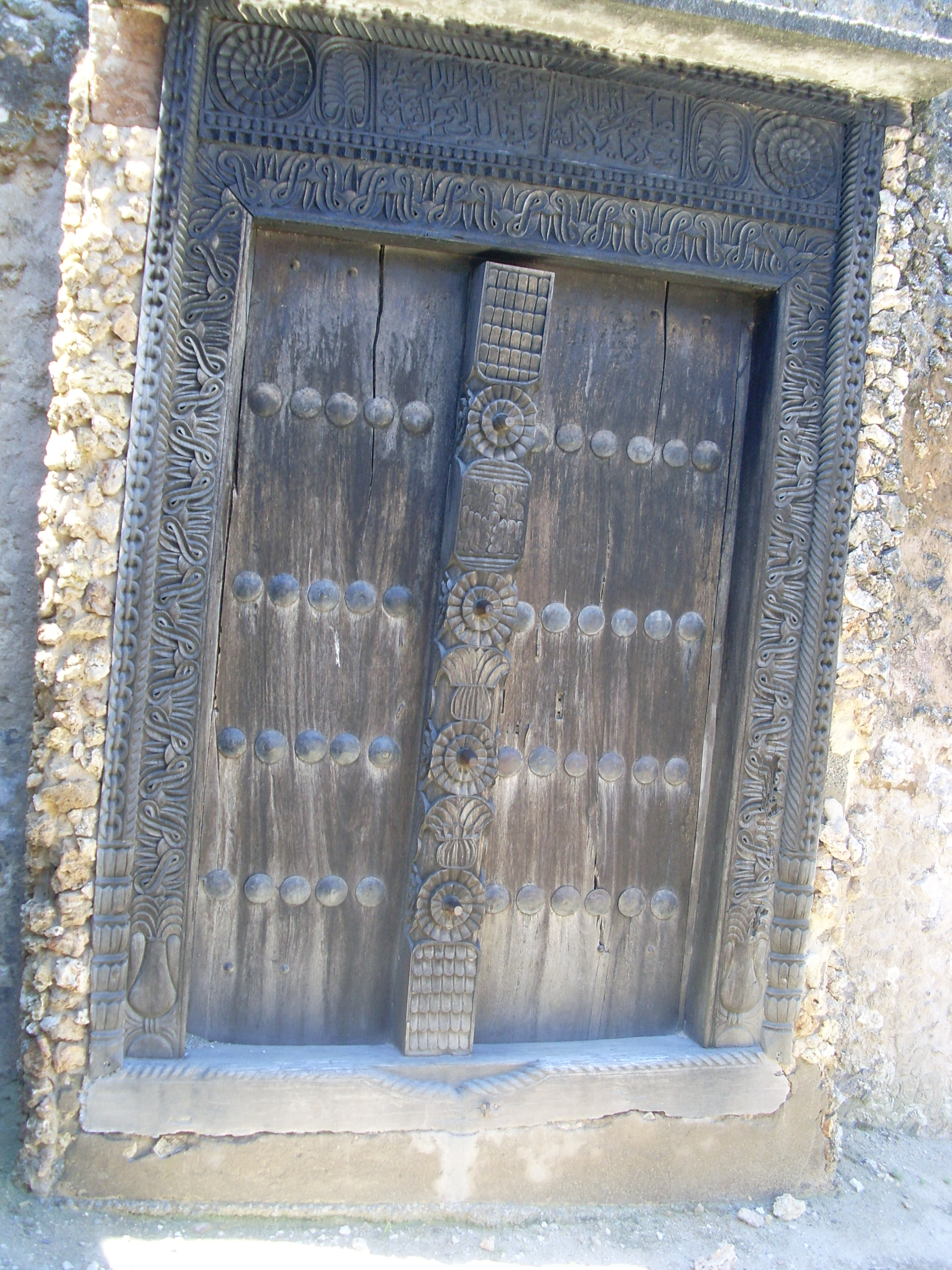
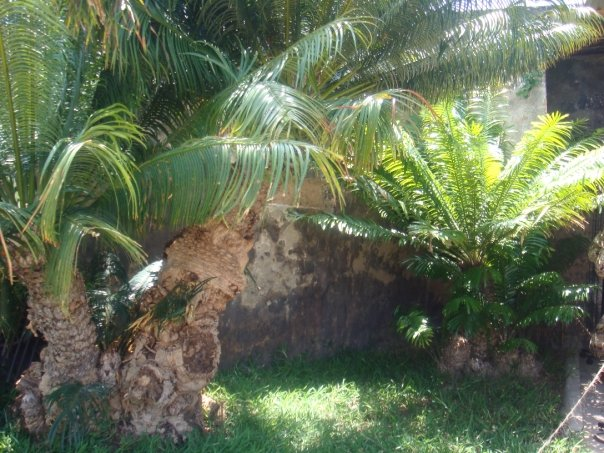
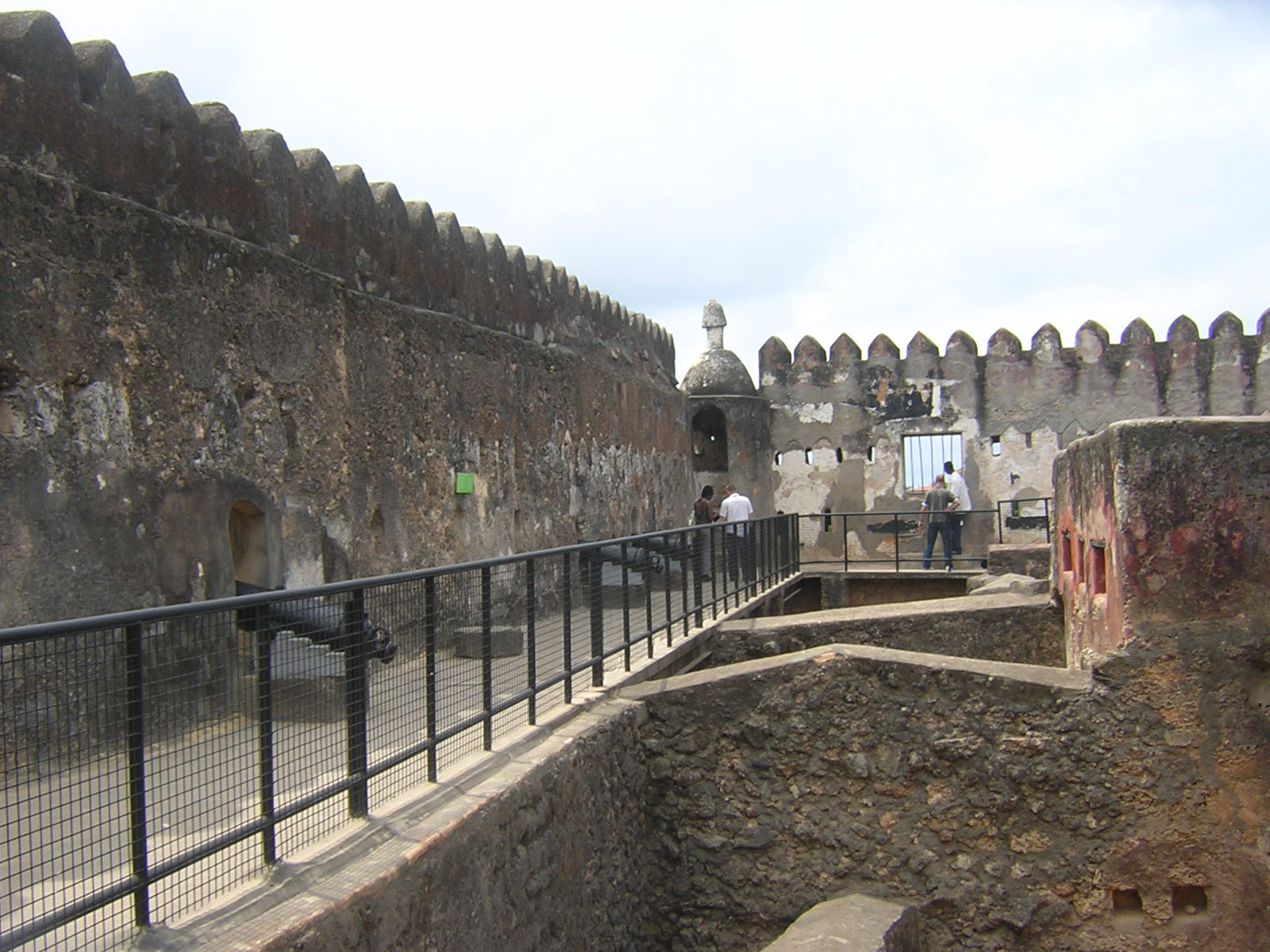
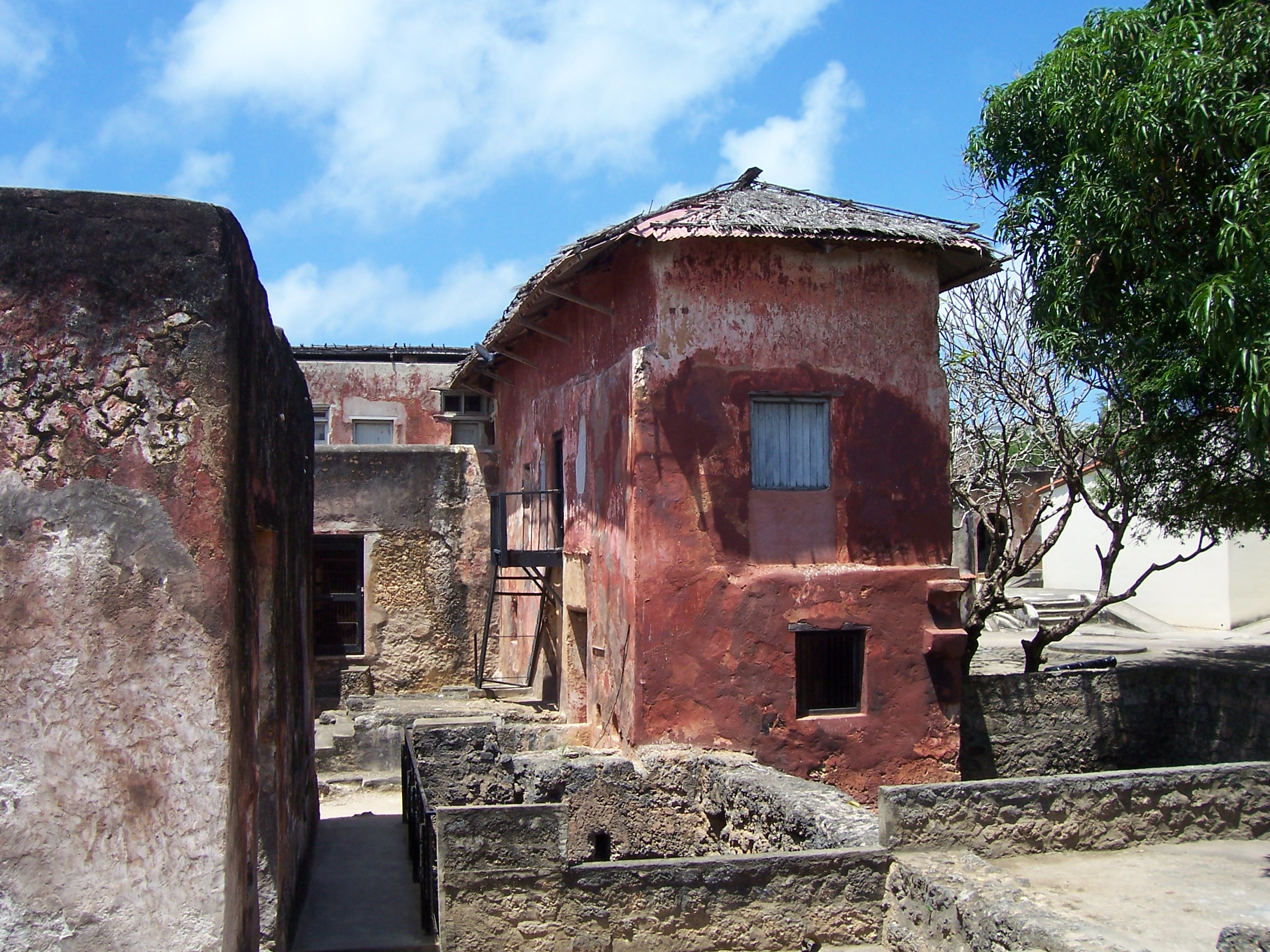
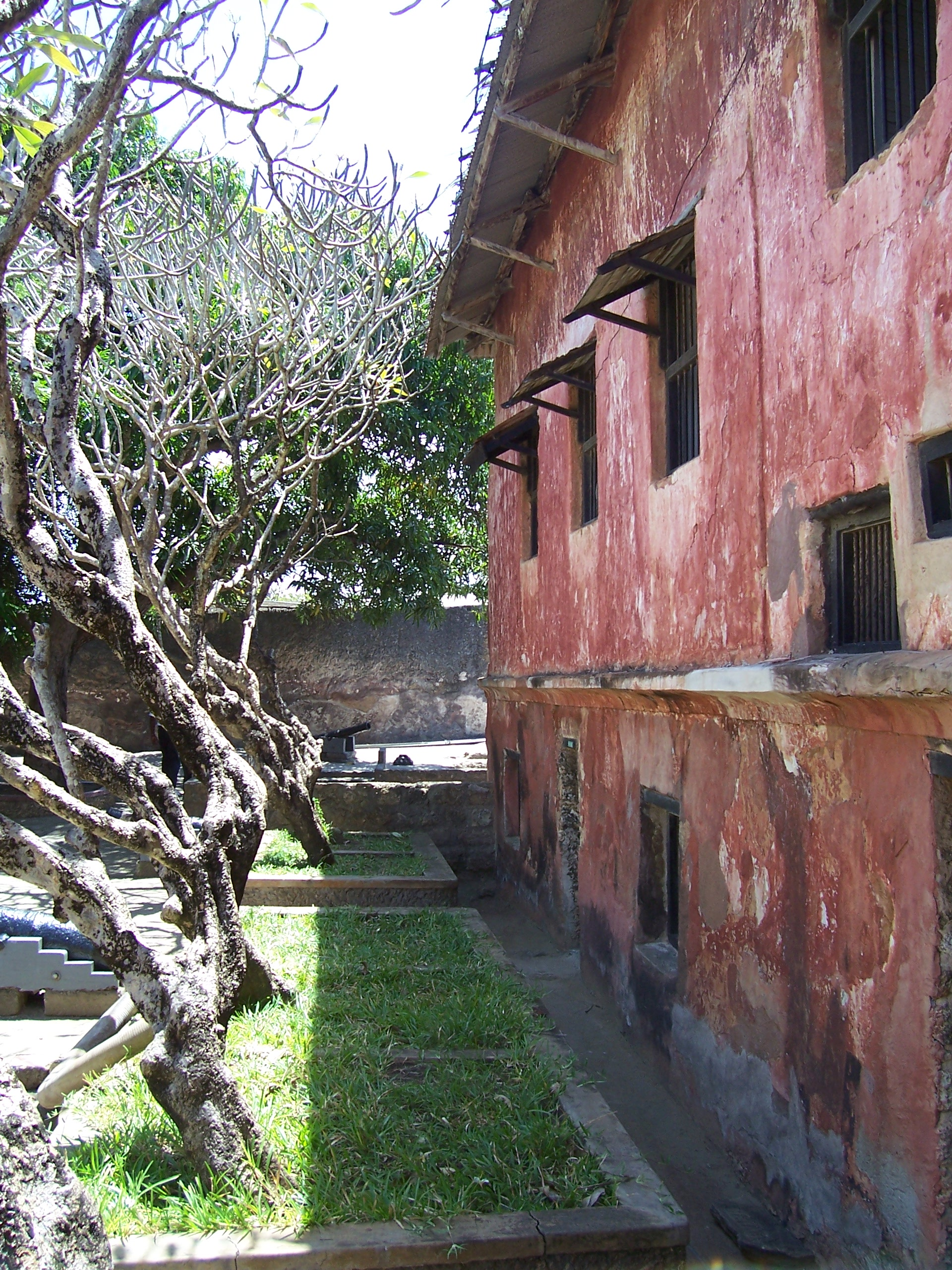
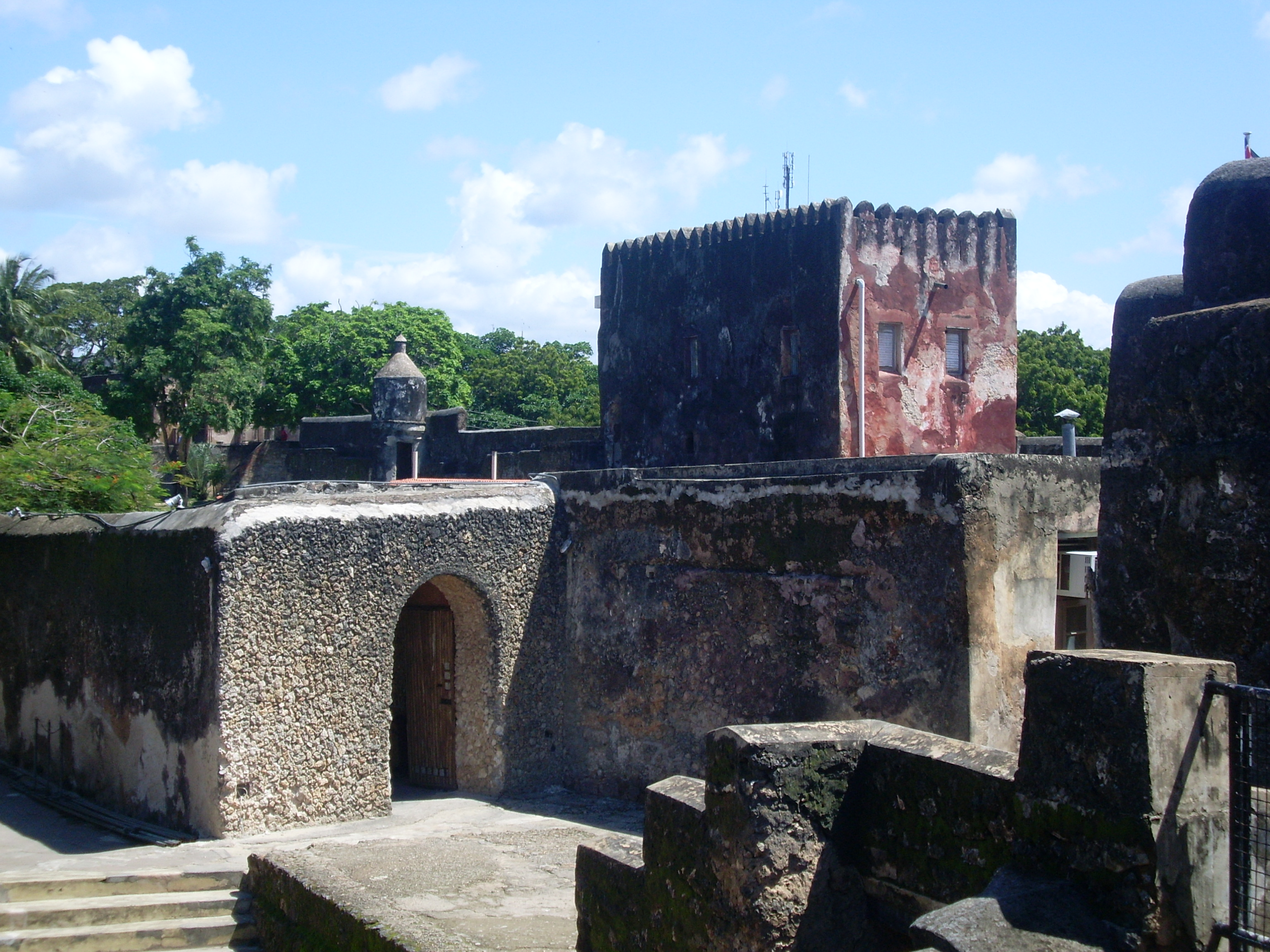
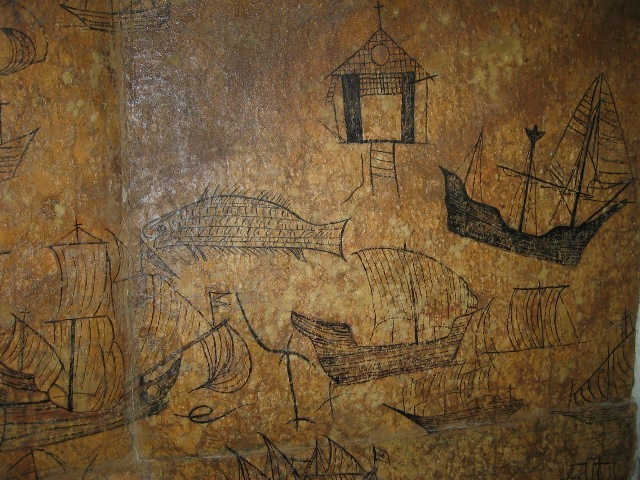